# 오채

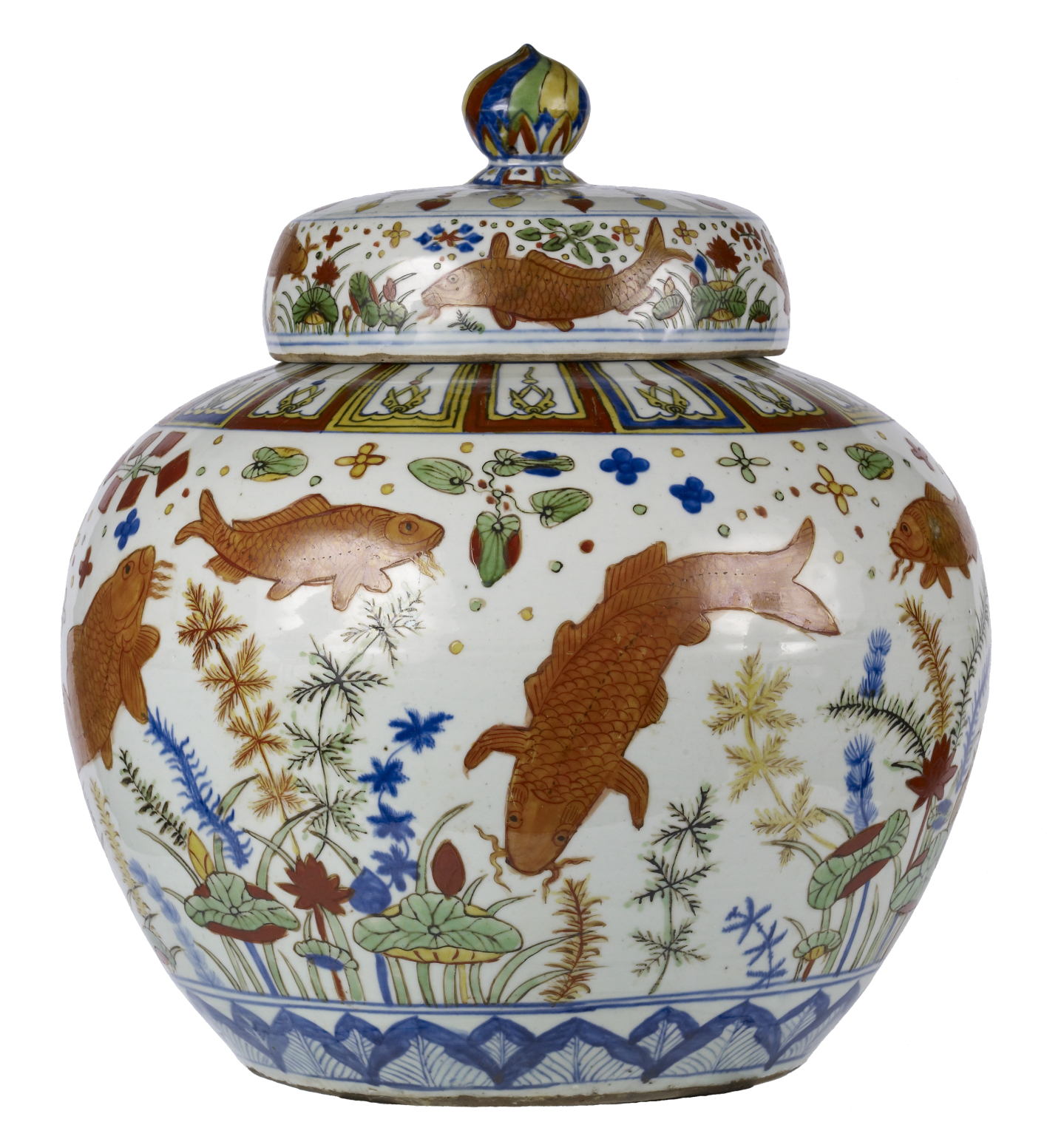
명나라 가정제 시대(1521–67)의 오채 금붕어 꽃병

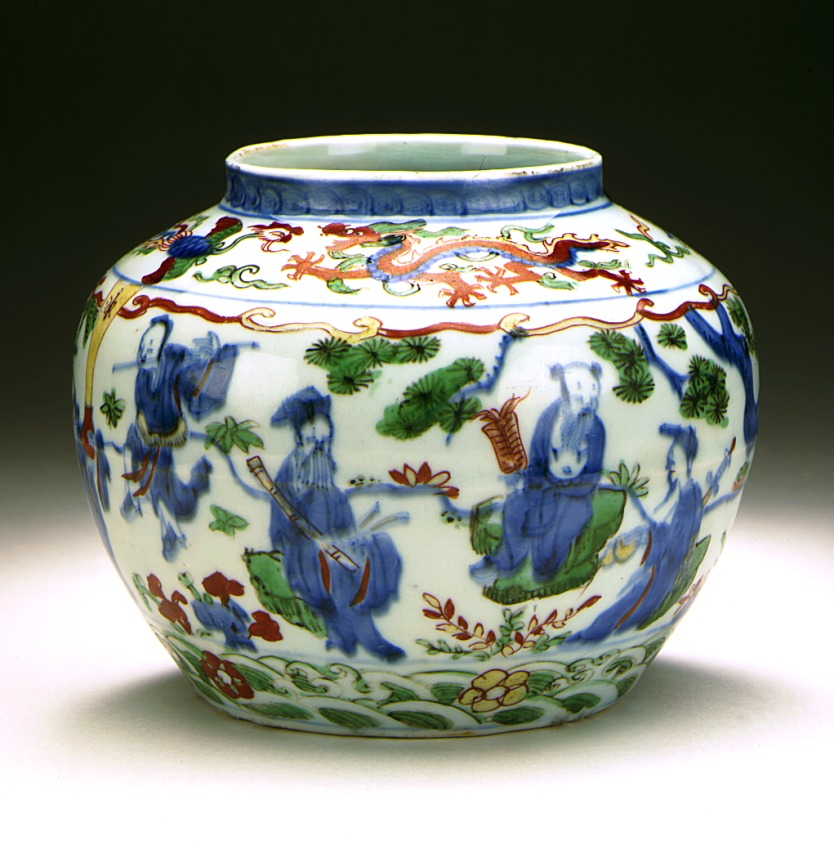
팔선 오채 항아리, 만력제 시기, 1573–1620

오채(五彩, "다섯 가지 색", 웨이드-자일스 표기로 "Wuts'ai")는 제한된 색상 범위 내에서 백색 중국 도자기를 장식하는 기법이다. 보통 디자인 윤곽과 이미지의 일부에 청화 코발트 블루를 사용하고, 나머지 디자인에는 빨강, 초록, 노랑의 상회 유약을 사용한다. 디자인의 일부와 나머지 부분의 윤곽은 청화 안료로 칠한 다음, 도자기를 유약처리하고 소성한다. 그런 다음 나머지 디자인은 다양한 색상의 상회 유약으로 추가하고 약 850°C에서 900°C의 더 낮은 온도에서 다시 소성한다.
이는 두채 기법에서 유래했다. 청화 안료와 다른 색상의 상회 유약을 결합하는 두채와의 일반적인 구별은 오채의 경우 디자인의 일부에만 청색이 포함되며, 이 부분은 더 넓은 영역을 덮고 종종 다소 자유롭게 칠해진다는 점이다. 두채에서는 전체 디자인이 청색으로 윤곽이 잡히며, 일부는 유약으로 덮여 완성된 제품에서는 보이지 않을 수 있다. 일부 부분은 청색으로 칠해질 수도 있다. 그러나 이는 두채로 분류된 모든 작품에 해당되는 것은 아니며, 특히 18세기 이후의 작품에서는 더욱 그렇다. 청색으로만 완성된 불완전한 파편들이 가마 폐기장에서 발굴되었다.
다음 발전은 강희 시대(1662–1722)에 채택된 강희오채 (康熙五彩, 강희 오채, 또한 소삼채, 素三彩)이며, 이는 오채에서 발전한 녹색과 철 적색 및 기타 상회 색상을 사용하며, 일반적으로 청화 안료를 전혀 사용하지 않는다.
일본에서는 고사이로 발음되며, 처음에는 수입되었다. 금란수는 명나라 시기에 이로부터 발전한 형태이다.

## 내용주
1. ↑  Medley, 204; Pierson, 14–15
2. ↑  Medley, 205–207
3. ↑  Grove; Vandelstein, 175; Nillson on wucai
4. ↑  Sotheby's

## 같이 보기
- 벤자롱 - 태국의 경우.